# Suzuki Hustler
Der Suzuki Hustler ist ein Kei-Car im SUV-Stil, das seit 2014 von dem japanischen Automobilhersteller Suzuki produziert wird. 2020 erschien die zweite Generation. Das Auto wird auch von Mazda als Mazda Flair Crossover im Rahmen einer OEM-Vereinbarung verkauft. Alle Varianten werden von einem 660-cm³-Dreizylindermotor angetrieben, wahlweise auch mit Turbolader.

## Name
Die Designabteilung von Suzuki wählte den Namen „Hustler“, um das lebhafte und raue Image des Fahrzeugs zu unterstreichen. Der Name wurde von Suzuki in der Vergangenheit als Spitzname eines Zweitakt-Sportmotorrads, der „Hustler TS50“, verwendet. Die Zubehörteile des Fahrzeugs sind mit einer Replik des Emblems versehen, das einst für die „TS50“ verwendet wurde.

## Erste Generation (2014–2019)
Die erste Generation wurde von Januar 2014 bis Dezember 2019 verkauft, ebenso wie der Mazda Flair Crossover.

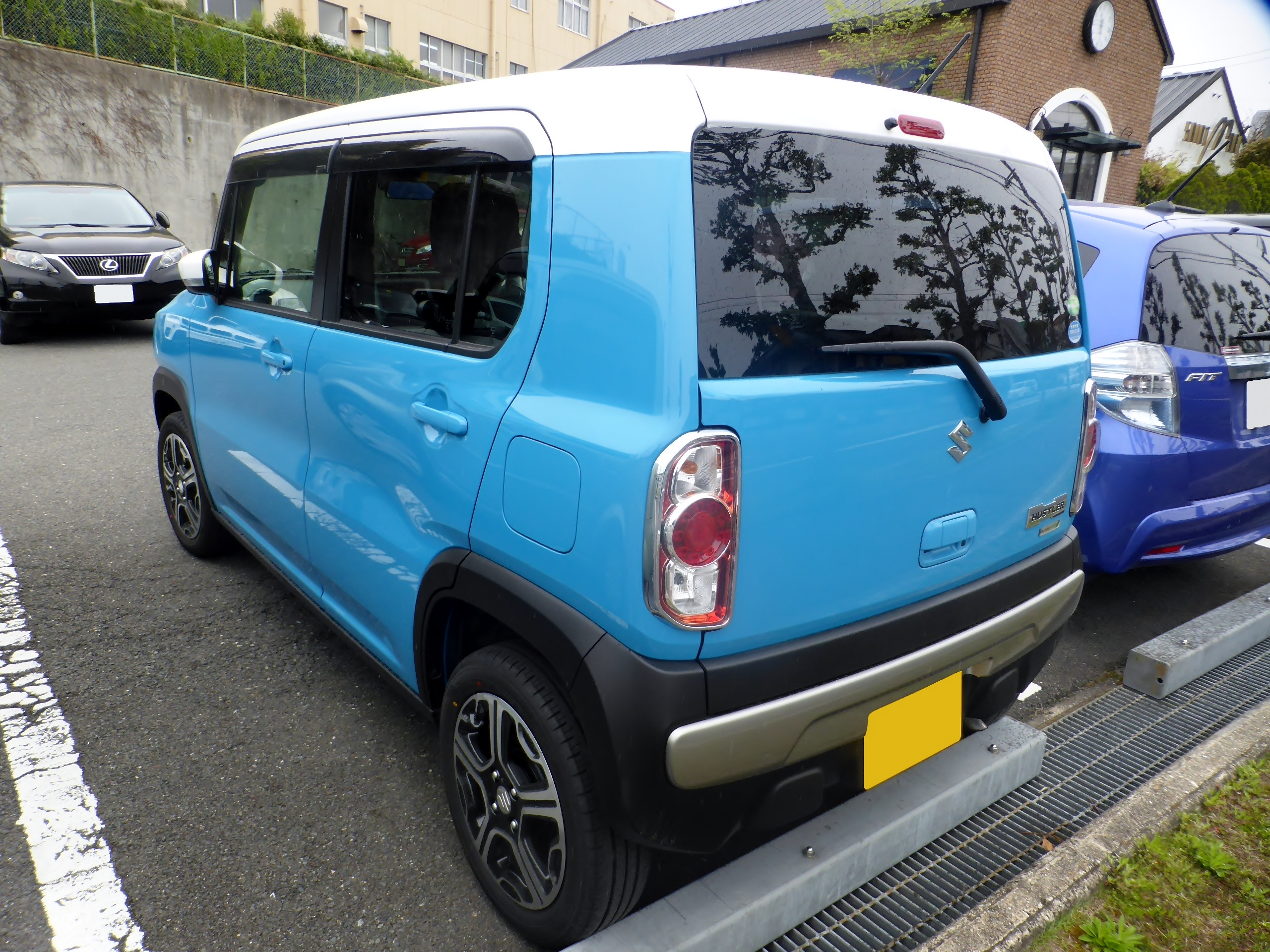
Heckansicht
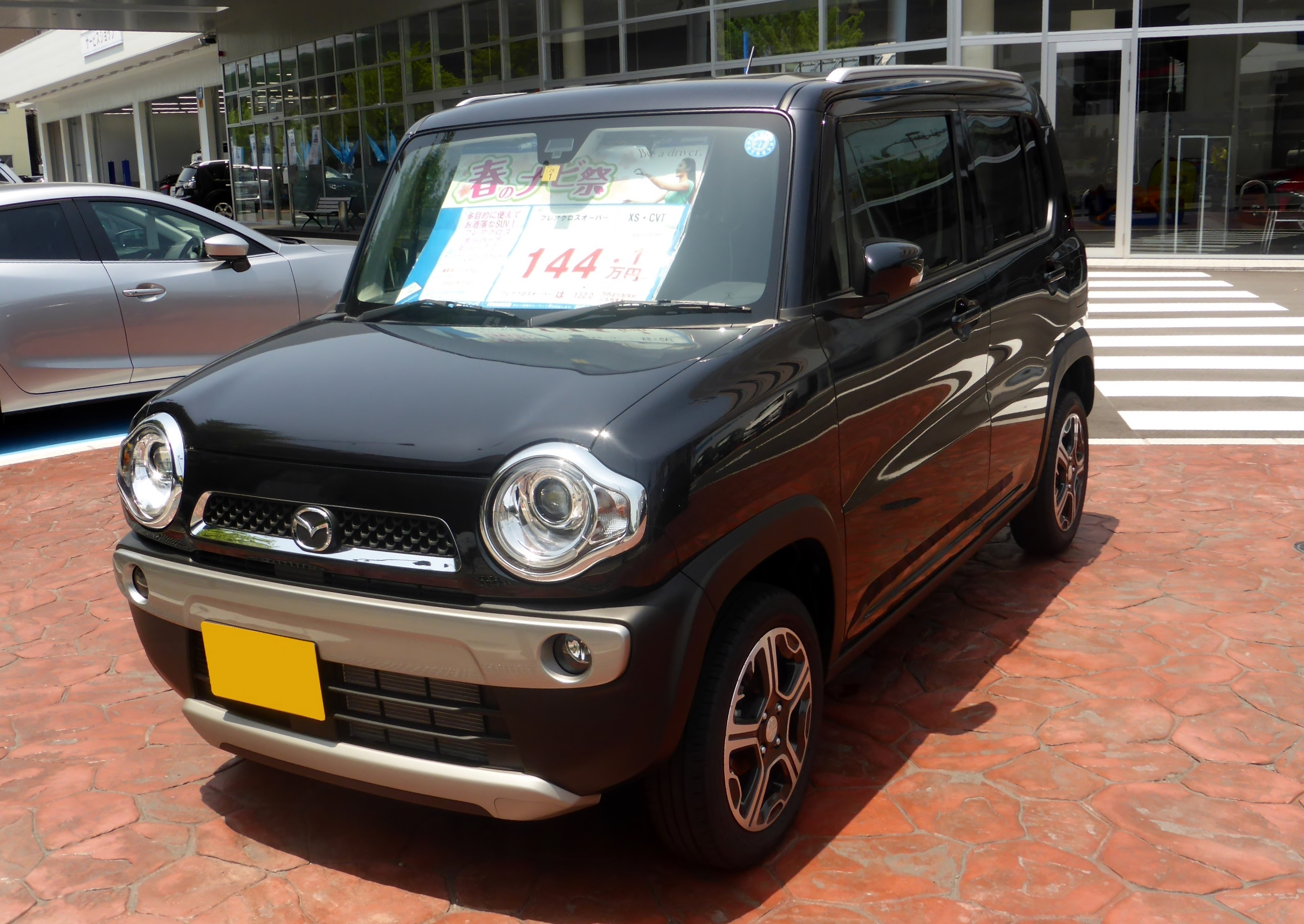
Mazda Flair Crossover
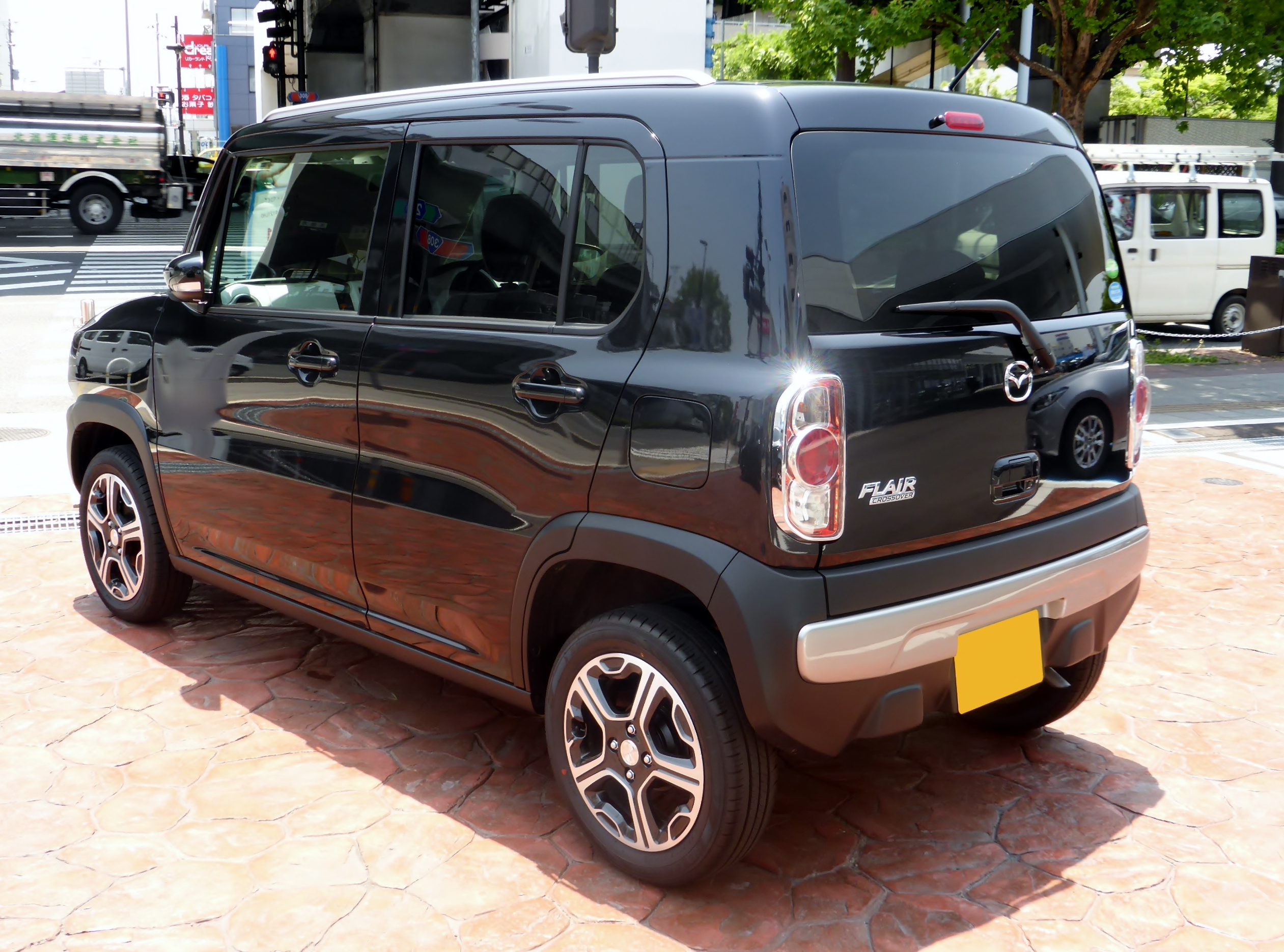
Heckansicht

## Zweite Generation (seit 2020)
Seit 2020 wird die zweite Generation verkauft. Auch diese ist wieder als Mazda Flair Crossover erhältlich.

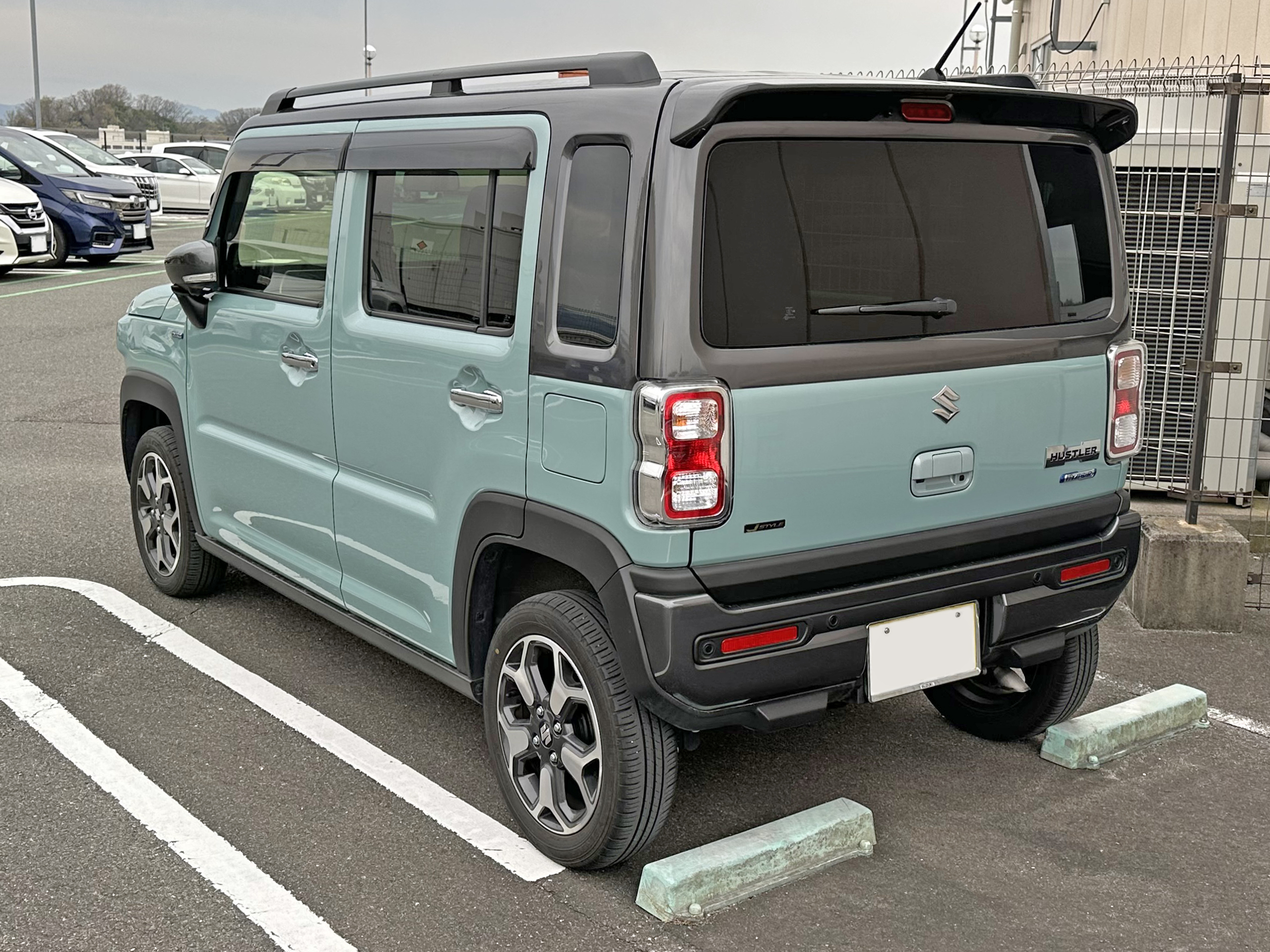
Heckansicht
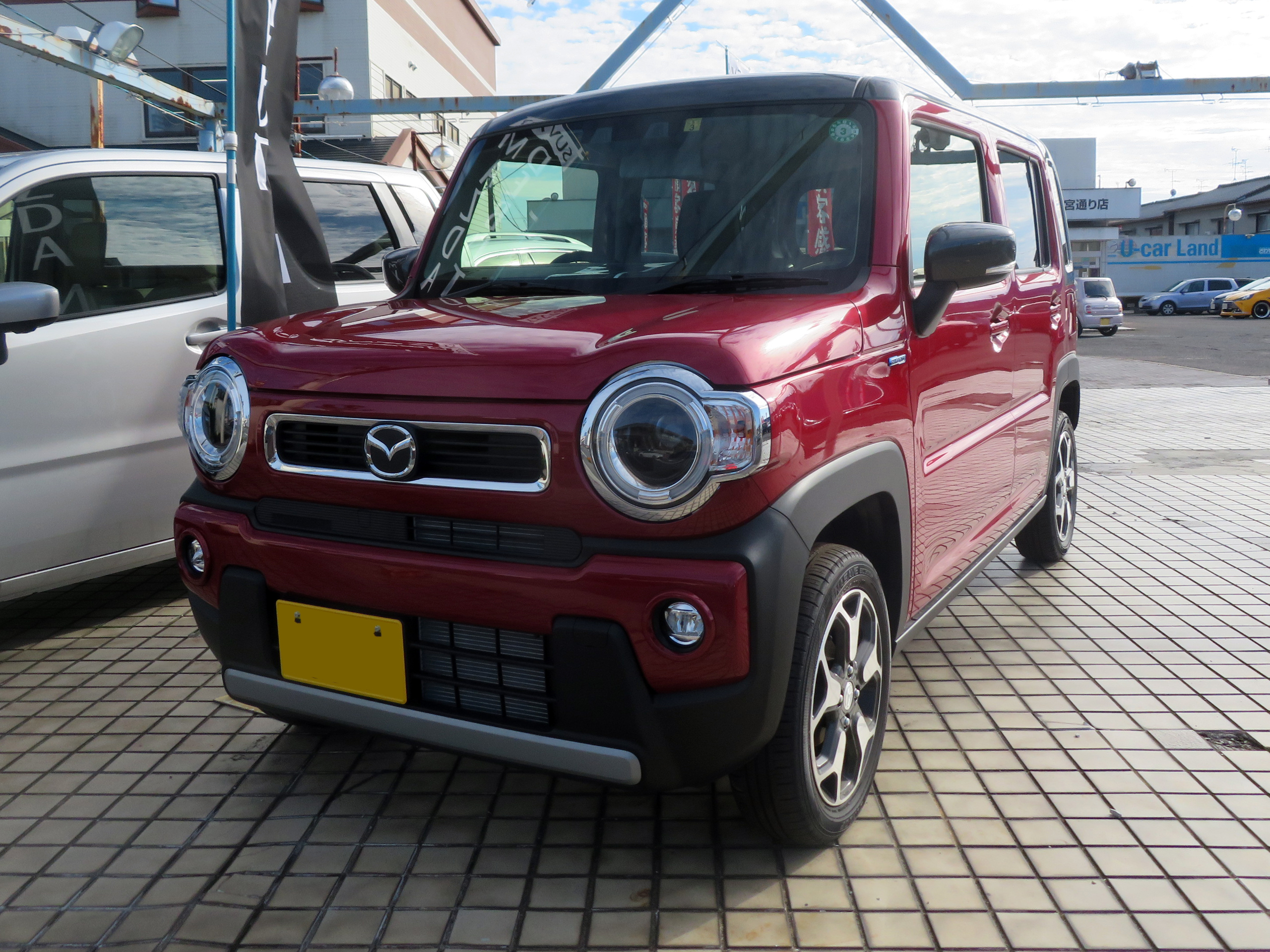
Mazda Flair Crossover
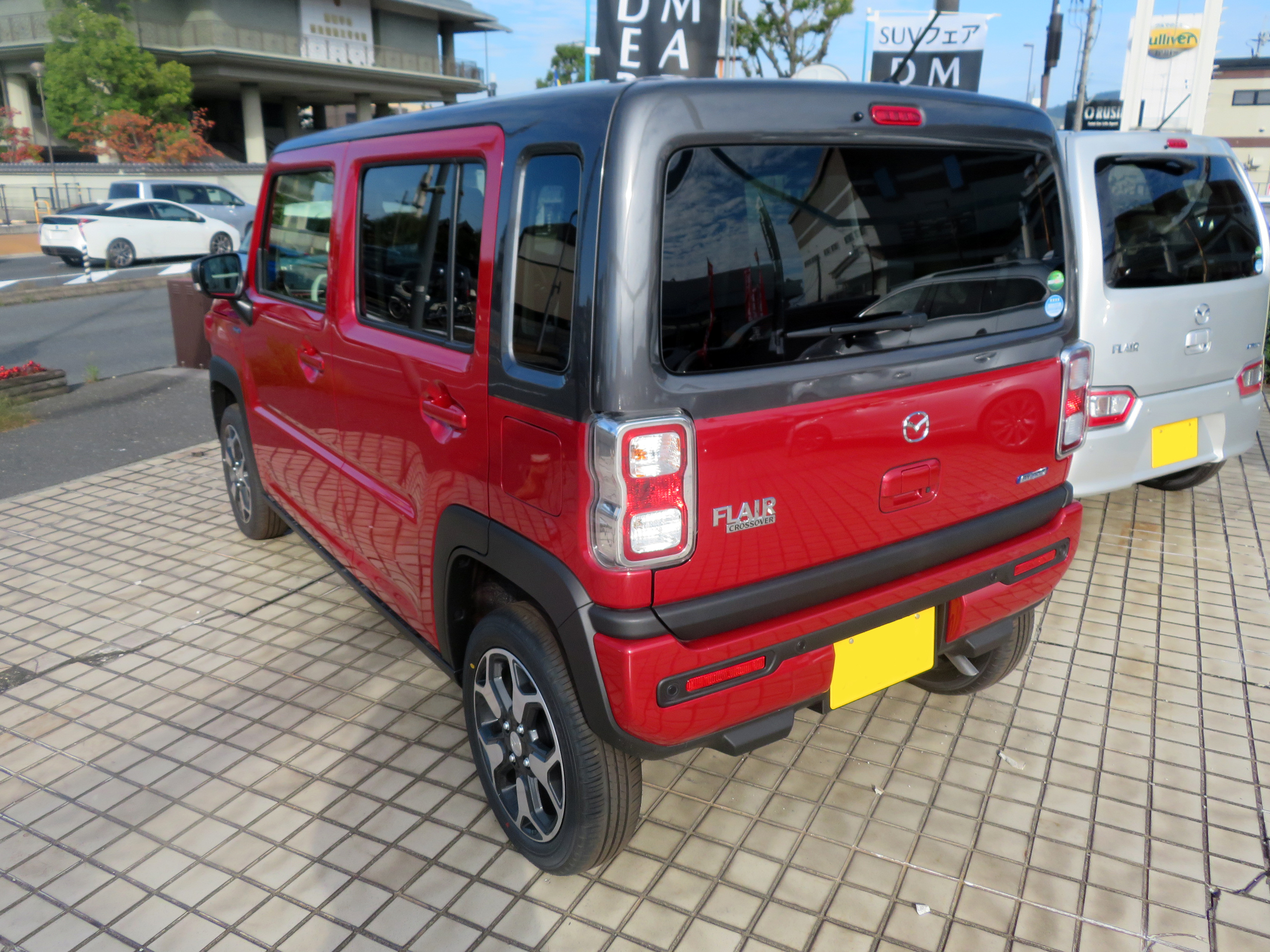
Heckansicht